# Le Rat des villes et le Rat des champs (film, 1926)
Pour les articles homonymes, voir Le Rat des villes et le Rat des champs.

Le Rat des villes et le Rat des champs  est un court métrage d'animation français réalisé par Ladislas Starewitch sorti en 1926 et librement inspiré de la fable éponyme de Jean de La Fontaine

## Synopsis
Le rat des villes part à la campagne au volant de sa voiture. À la suite d'une sortie de route, il fait la connaissance du rat des champs qu'il convie à Paris pour faire la fête.

## Fiche technique
- Titre : Le Rat des villes et le Rat des champs
- Réalisation : Ladislas Starewitch
- Scénario : Ladislas Starewitch
- Animation : Ladislas Starewitch
- Musique : Georges Tzipine
- Son : Jacques Natanson
- Format : Noir et blanc - Muet - 1,33:1 - 35 mm
- Durée : 10 minutes
- Date de sortie : 1926